# Melanophylla aucubifolia
Melanophylla aucubifolia är en tvåhjärtbladig växtart som beskrevs av John Gilbert Baker. Melanophylla aucubifolia ingår i släktet Melanophylla och familjen Torricelliaceae. Inga underarter finns listade.